# Munchhausen, Bas-Rhin
Munchhausen là một xã thuộc tỉnh Bas-Rhin trong vùng Grand Est đông bắc Pháp.